# Parafia św. Łukasza (Dominika)
Parafia świętego Łukasza (ang. Saint Luke Parish) – jedna z 10 parafii we Wspólnocie Dominiki, znajdująca się w południowo-zachodniej części kraju. Stolicą i jedyną miejscowością parafii jest Pointe Michel.
Graniczy z parafiami: św. Jerzego od północy, św. Marka od południa oraz św. Patryka od wschodu.